# Jonathan & Michelle
Jonathan & Michelle sono stati un duo musicale franco-italiano di genere beat e folk pop attivo durante gli anni sessanta formato da Maurizio Pracchia e da Michelle Loskady.

## Storia
Il livornese Maurizio Pracchia incontra nel 1965 a Parigi la francese Michelle Loskady: i due, appassionati di musica beat e folk americana, decidono di formare un duo proponendo alcune canzoni del repertorio di Bob Dylan, Sonny & Cher, Donovan ed altri, cominciando a esibirsi in pubblico.
Tornati in Italia, ottengono un contratto con la Ri-Fi e, nel 1966, pubblicano il loro primo 45 giri contenente due cover, Sei contento da I Got You Babe di Sonny Bono con il testo italiano di Gian Pieretti e Vito Pallavicini e L'uomo e la donna da Donna donna, canzone della tradizione Yiddish con la musica scritta da Sholom Secunda e il testo originale di Aaron Zeitlin (la versione di Jonathan & Michelle è opera di Luciano Beretta e Flavio Carraresi). Segue un secondo 45 giri nello stesso anno, Ancora sempre e solo te, cover di Just you di Sonny Bono (con il testo italiano di Vito Pallavicini) e La risposta, cover di Blowin' in the wind (con il testo italiano di Mogol), quest'ultima incisa nello stesso periodo anche dai Kings.
Questi due 45 giri mettono in luce le caratteristiche stilistiche del duo: arrangiamenti acustici basati essenzialmente sulla chitarra (suonata da Jonathan) e doppie voci sul modello di Sonny & Cher e Simon & Garfunkel, con testi di protesta vicini alla cosiddetta Linea verde; iniziano inoltre le prime apparizioni televisive, tra cui Settevoci, il programma musicale condotto da Pippo Baudo, e partecipano al Festival di Lugano.
L'anno successivo partecipano al Cantagiro 1967 con Occhiali da sole una canzone originale scritta da Luciano Beretta su musica di Flavio Carraresi (anche il retro, Ai margini del mondo, è un originale di Carraresi ed Ombretta Lalli); in realtà il primo testo di Occhiali da sole, scritto da Ombretta Lalli ed intitolato Un giorno si paga, è molto più di protesta, e probabilmente per questo motivo la casa discografica decide di sostituirlo con quello di Beretta (la versione originale della canzone verrà pubblicata solo nel 1996).
Occhiali da sole viene anche presentata dal duo, nello stesso anno, al Festival di Pesaro.
Il 1967 è anche l'anno di pubblicazione dell'album, che contiene, oltre alle sei canzoni già uscite su 45 giri, alcune reinterpretazioni, tra cui Dove andranno i nostri fiori, traduzione di Daniele Pace di Where Have All the Flowers Gone? di Pete Seeger che mantiene anche in italiano il messaggio pacifista e che è cantata dalla sola Michelle; Il cavallino bianco, da Stewball (con il testo di Ombretta Lalli), L'uomo che sa, versione di Masters of War di Bob Dylan già incisa in precedenza dall'autore della traduzione, Rudy Assuntino (e nel disco cantata dal solo Jonathan), e Mi piange il cuore, traduzione di Sergio Bardotti di J'ai le coeur gros del cantautore francese Hugues Aufray.
Alle registrazioni del disco partecipano, come musicisti, i Mat 65.
A dicembre dello stesso anno, infine, viene pubblicato l'ultimo 45 giri per la Ri-Fi, Il successo, in cui Herbert Pagani, autore del testo (su musica di Alberto Anelli) attacca il mondo musicale, in particolare le case discografiche e i produttori; il disco non ottiene molta promozione, e si rivela un flop, causando quindi la rottura con l'etichetta.
I due passano quindi alla Bravo Records, per cui pubblicano nel 1968 un nuovo singolo che però passa inosservato; la fine della relazione sentimentale tra i due porta al termine anche l'esperienza del duo e, mentre Michelle ritorna in Francia, Jonathan continua per qualche tempo l'attività come solista e pubblica per un'etichetta della Svizzera italiana, intorno al 1970, un omonimo LP per poi scomparire dalle scene. Nel 1996 Italo Gnocchi ripubblica per la On Sale Music il primo album con l'aggiunta di alcuni brani inediti recuperati con l'aiuto di Claudio Scarpa e Fernando Fratarcangeli (tra questi vi è la già ricordata Un giorno si paga, Fammi vedere (traduzione di Beretta e Carraresi di There But For Fortune di Phil Ochs) e una versione di Colours di Donovan cantata dal solo Jonathan).
Dopo la scomparsa di Jonathan, la sua chitarra Fender Stratocaster è stata ritrovata in un alloggio a Livorno in cui aveva abitato

## Discografia

### Album in studio
- 1967: Jonathan & Michelle (Ri-Fi, RFS LP 14514, riedito nel 1996 dalla On Sale Music con 4 inediti, 52 OSM 005)

### Singoli
- 1966: Sei contento/L'uomo e la donna (Ri-Fi, RFN NP 16145)
- 1966: Ancora sempre e solo te/La risposta (Ri-Fi, RFN NP 16146)
- 1966: Occhiali da sole/Ai margini del mondo (Ri-Fi, RFN NP 16204)
- 1967: Il successo/Mi piange il cuore (Ri-Fi, RFN NP 16231)
- 1968: Viva l'amore/Non mi dar caffè (Bravo Records, B NP 6972)

### EP
- 1968: Dove andranno i nostri fiori  (Marfer, M 763)

### Partecipazioni
- 1995: Alto volume n°1 (Giallo Records, FS 1015/2; Jonathan & Michelle sono presenti con sei canzoni: Dove andranno i nostri fiori, Il cavallino bianco, Celine, La primavera verrà, L'uomo che sa e Mi piange il cuore).